# Сулержицький Леопольд Антонович
Леопольд Антонович Сулежицький (пол. Sulerzycki; 27 вересня 1872, Житомир — 30 грудня 1916, Москва) — російський театральний режисер, художник, педагог і громадський діяч. Сподвижник К. С. Станіславського, вчитель Е. Б. Вахтангова. Також відомий як друг сім'ї Льва Толстого і учасник переселення духоборів з Кавказу в Канаду.
Іноді (у тому числі Антоном Чеховим і в спогадах духоборів) іменується Лев Антонович, що пов'язано з його повним польським ім'ям: Лев Леопольд Марія. Часто зустрічається варіант написання прізвища: Суллержицкий. В оточенні і листуванні Толстого і Станіславського відомий під дружнім прізвиськом Сулер, Суллер, у вузькому колі Льопа.

## Біографія

### Дитинство, отроцтво, юність
Коли Л. Сулержицкому був рік, його сім'я переїхала з Житомира в Київ, де його батько, Антон Матвійович Сулержицкий, виходець з Польщі, відкрив палітурну майстерню. У 1887 Сулержицкого, по суті, виключили з гімназії, і в цьому ж році батько визначив його в Київську малювальну школу Н. В. Мурашко. У 1900 році працював з В. М. Васнецовим і М. А. Врубелем з розпису Володимирського собору в Києві.
У сімнадцять років пішов у придніпровське село: працював у селян, навчав селянських дітей.
В 1890 році був прийнятий на живописне відділення в Московське училище живопису, скульптури, архітектури (Строгановське училище), де провчився до 1894. З 5 курсу виключений за «противоначальственные» виступи. Формальним приводом був пропуск занять. Сокурсники Сулержицького бурхливо протестували проти виключення, малювали його портрети та виставляли їх на ученицьких виставках.
В училищі вчився разом з Тетяною Толстою — дочкою Л. Н. Толстого, через яку потрапив в будинок Толстих і познайомився з письменником. Ідеї Толстого, в тому числі пацифізм і анархізм, вплинули на все подальше життя Л. Сулержицкого.
Л. Сулержицкий багато займався друком і розповсюдженням заборонених творів Л. Н. Толстого.

### Роки мандрів
Ідейний мандрівник, вчитель (викладав грамоту), медичний помічник, перекладач. За відмову від військової служби був направлений в психіатричну лікарню, потім на службу в Кушку, найпівденнішу точку Російської імперії. Історія невдалої відмови Сулержицкого від військової служби знайшла відображення в незавершеній п'єсі Льва Толстого «І світло у пітьмі світить».
Був матросом: у 1897—1898 служив на пароплаві «Святий Миколай», на суднах чорноморського торгового флоту; ходив по російським портам (Новоросійськ, Батум, Туапсе), в Японію, Китай, Індію, Сінгапур, Стамбул.
Після служби на флоті в 1898—1899 на прохання Толстого Л. Сулержицкий організував відправку першого пароплава духоборів в Канаду та їх облаштування на новому місці. У першому подорожі він виконував обов'язки перекладача і парламентера з владою, трудився пліч-о-пліч і проживав у наметах з духоборами майже рік. У другому подорожі він вивозив у Канаду колонію духоборів, що не змогла закріпитися на Кіпрі. На Кіпрі захворів на жовту гарячку і зміг виконати свою місію лише після одужання від хвороби.

### Театр
Завдяки зустрічам у Льва Толстого Сулержицкий подружився з А. Чеховим і М. Горьким, через яких під час кримських гастролей зблизився з МХТ. У 1906 році, після берлінських гастролей театру, став режисером і помічником К. С. Станіславського. Деякі дослідники вважають, що Сулержицкий з його досвідом в області східних практик (йога, медитація, поняття прани) значно вплинув на формування методики Станіславського, а в подальшому — на учасників 1-й Студії МХТ.
Разом зі Станіславським поставив «Драму життя» Р. Гауптмана і «Життя людини» Л. Андрєєва (1907); разом зі Станіславським і В. М. Москвіним — «Синього птаха» М. Метерлінка (1908); в співдружності з Р. Крегом і Станіславським — «Гамлет» У. Шекспіра (1910). За мизансценам МХТ поставив «Синього птаха» М. Метерлінка в паризькому театрі Режан (1911).
У цей період Л. Сулержицкий, частково припинив життя вічного мандрівника, одружився і у нього народилося двоє дітей.
Викладав у приватній театральній школі Адашева, яку закінчили багато акторів МХТ. Активний помічник Станіславського у викладанні.
У 1912 році за ініціативою К. С. Станіславського виникла 1-я Студія МХТ, якою керував Л. А. Сулержицкий. На відміну від умовного, видовищного театру Мейєрхольда, 1-я Студія МХТ створювала інтимний, камерний театр, в якому увага зосереджувалася на тонких психологічних нюансах в зображенні повсякденного життя з усіма її подробицями. Тут різними режисерами під його керівництвом були поставлені вистави, які не поступалися за резонансом прем'єрам МХТ: «Загибель „Надії“» Р. Гейерманса та «Свято миру» Р. Гауптмана (1913), «Цвіркун на печі» за Ч. Діккенса і «Каліки перехожі» Ст. Волькенштейна (1914), «Потоп» Р. Бергера (1915), а також «Ерік XIV» Стріндберга, «Дванадцята Ніч», «Приборкання Норовливої» і перевершив постановку Крейга «Гамлет» Шекспіра. У цих постановках формувалося дарування М. Чехова, Р. Болеславского, Є. Вахтангова, А. Дикого, Б. Сушкевича, Р. Хмари, С. Бірман, С. Гіацинтове, Ст. Готовцева і ін. Сулержицкий — один з авторів і учасник знаменитих капусників МХТ.
Сулержицкий проповідував створення співтовариства («ордена») акторів, що розповсюджується за межі спільного духовного існування в фізичну сферу. У тому числі передбачався спільний відпочинок і фізична праця, що, незважаючи на перешкоди, на 3 літа вдалося реалізувати у кримських володіннях Станіславського в Євпаторії. Комуна акторів, реалізована тут «з толстовським принципам», надалі відтворювалася театрами Франції і США як ідеальний спосіб згуртування колективу.
У 1916 помер через гострий нефрит і був похований на Новодівичому кладовищі.

## Відгуки сучасників
Лев Миколайович якось сказав про нього: 
— Ну, який він толстовець? Він просто — «Три мушкетери», не один з трьох, а всі троє!
 М. Горький
Скульптор С. Т. Коненков, який вчився у Московському училищі живопису, скульптури, архітектури разом з Л.Сулержицький згадував :
|  | ...Леопольд Сулержицкий - энергичный, обаятельный студент, всеобщий любимец, признанный силач,талантливый хормейстер. Сулержицкий был властителем наших душ |

## Твори
- В пісках [Архівовано 18 травня 2017 у Wayback Machine.], 1897
- Щоденник матроса [Архівовано 22 грудня 2016 у Wayback Machine.], 1902—1905
- В Америку з духоборами [Архівовано 20 лютого 2014 у Wayback Machine.], 1898—1905 — повний текст з ілюстраціями
- Шлях [Архівовано 18 травня 2017 у Wayback Machine.], 1906

## Спогади
- Л. Андрєєв Л. А. Сулержицкий
- Максим Горький Л. А. Сулержицкий
- Булгаков Ф. Ст. Л. А. Сулержицкий // Про Толстого. Спогади і розповіді. Упорядкування, вступна стаття та примітки доктора філологічних наук А. В. Шифмана. Тула, Пріок. кн. вид-во, 1978. 479+8 п.
- ФЕБ: Сухотіна-Товста. Л. А. Сулержицкий. — 1923 (текст) [Архівовано 6 березня 2016 у Wayback Machine.]

- Сулержицкий Л. В Америку с духоборами (из записной книжки). Иллюстрировано фотографиями с натуры. Москва, Посредник, 1905.
  - англійський переклад: Sulerzhit︠s︡kiĭ L. A. To America with the Doukhobors. Regina, Sask., Canada: Canadian Plains Research Center, University of Regina, 1982. ISBN 0889770255
- Леопольд Антонович Сулержицкий. Повести и рассказы. Статьи и заметки о театре. Переписка. Воспоминания: Сборник [Архівовано 22 грудня 2016 у Wayback Machine.], Москва, 1970.

## См. також
- Толстовство
- Духобори
- МХТ